# Saurel (division sénatoriale canadienne)
Pour les articles homonymes, voir Saurel.
Ne doit pas être confondu avec Sorel (conseil législatif).
Division du Sénat du Canada
Saurel est une division sénatoriale du Canada.

## Géographie
Son territoire s'étire de Sorel-Tracy jusqu'à Acton Vale dans la région de Montérégie.

## Sénateurs
| Mandat | Mandat                                                     | Sénateur                  | Parti                     | Nommé par           |
| ------ | ---------------------------------------------------------- | ------------------------- | ------------------------- | ------------------- |
|        | 23 octobre 1867 - 14 juin 1896                             | Jean-Baptiste Guèvremont  | Conservateur              | Proclamation royale |
|        | 15 juin 1896 - 7 avril 1911                                | Louis-Joseph Forget       | Conservateur              | Tupper              |
|        | 3 mai 1911 - 1er janvier 1939                              | Joseph-Marcellin Wilson   | Libéral                   | Laurier             |
|        | 9 février 1940 - 26 janvier 1953                           | Louis-Athanase David      | Libéral                   | King                |
|        | 19 mai 1953 - 1er juin 1966                                | Marianna Beauchamp Jodoin | Libéral                   | St-Laurent          |
|        | 8 juillet 1966 - 30 juillet 1978                           | Alan Macnaughton          | Libéral                   | Pearson             |
|        | 27 mars 1979 - 1er juillet 1992                            | Fernand-E. Leblanc        | Libéral                   | P. Trudeau          |
|        | 26 mai 1993 - 19 juillet 2000                              | Fernand Roberge           | Progressiste-conservateur | Mulroney            |
|        | 13 juin 2001 - 6 décembre 2010                             | Jean Lapointe             | Libéral                   | Chrétien            |
|        | 18 décembre 2010 - 25 mars 2011                            | Larry Smith               | Conservateur              | Harper              |
|        | 25 mai 2011 - 28 avril 2026 (date de retraite obligatoire) | Larry Smith               | Conservateur              | Harper              |